# Бойко Юрій Анатолійович (священник)
Бойко Юрій Анатолійович (нар. 24 жовтня 1961) — український політик, протоієрей, настоятель парафії Святих великомучеників Бориса і Гліба ПЦУ, Народний депутат України 4-го скликання, Радник Президента України (2007—2008), культурний діяч.

## З життєпису
Народився 24 жовтня 1961 року у селі Горохове, Кагарлицький район, Київської області. Батько — вчитель, мати — акушерка.
Закінчив Український поліграфічний інститут імені Івана Федорова у 1987 році, художник-графік. У 1998 році — Колегію імені Патріарха Мстислава, бакалавр богослов'я.
У 2002—2006 роках — Народний депутат України 4-го скликання за виборчим округом № 97, Київської області від блоку політичних партій Блок Віктора Ющенка «Наша Україна». З травня 2002 по вересень 2005 року — член фракції «Наша Україна», потім перейшов до фракції «Реформи і порядок». Член Комітету з питань свободи слова та інформації (з червня 2002 року). З 31 січня 2015 року призначений виконувачем обов'язків генерального директора Національного музею народної архітектури та побуту України на південній околиці Києва, в Пирогові (Голосіївський район).